# マックス・フォン・ブラント
マクシミリアン・アウグスト・スツィーピオ・フォン・ブラント（ドイツ語: Maximilian August Scipio von Brandt, 1835年10月8日 - 1920年8月24日）は、プロイセン王国・ドイツ帝国の外交官、東アジア研究者。1862年から1895年にかけて日本に赴任して領事、総領事、公使を歴任した。

## 経歴
プロイセン王国の将軍ハインリヒ・フォン・ブラントの息子としてベルリンに生まれる。プロテスタントの堅信を受け、ベルリンのフランス・ギムナジウムに学ぶ。最初軍人となり、1860年のフリードリヒ・アルブレヒト・ツー・オイレンブルク伯爵の率いるプロイセン王国東アジア使節団に武官として随行した。
1861年（文久元年）1月24日の日普修好通商条約調印に立ち会う。翌年の1862年（文久2年）12月、プロイセン王国の初代駐日領事として横浜に着任、ついで北ドイツ連邦総領事となる。
明治維新後、1868年（明治元年）駐日プロイセン王国代理公使となる。戊辰戦争直前及び交戦中、会津藩と庄内藩が蝦夷地に持つ所領の割譲をプロイセン王国に提案していたことが分かっている。
1872年（明治5年）、駐日ドイツ帝国全権公使に任じられる。1875年（明治8年）に清国公使に就任するため離日した。
1882年、朝鮮との間で独朝通商修好条約を締結した。東アジア情勢に通じた人物と知られ、現地でその歴史や文化を深く学んだ。その知識や飾らない人柄により、北京の外交界で一目置かれており、各国公使の長老的存在だった。外交官としては欧州各国共通の中国権益保護を主張、ドイツの中国における権益拡大に努め、中国への定期郵船航路開通や1889年の上海市におけるドイツ・アジア銀行設立へと導いた。また日本の朝鮮進出を警戒し、「日本が朝鮮に野心を抱き始めたのは、朝鮮の歴史に比べられるほど古くからある。江華島条約が締結された時から朝鮮の内政に干渉しようとする、日本の露骨で隠然とした試みが不断に続いた」とし、天津条約を通じて朝鮮に派兵できる根拠を作ってから「朝鮮に移住した多くの日本人は、まるで日本代表のように大変挑発的な振る舞いをした。日本は本当に挑発的な攻撃性を見せた」とドイツ政府への報告書に記している。また日清戦争の責任は日本にあり、「日本政府は急進派の関心を海外に向け、国内の政治的な危機を回避する糸口を朝鮮に見出した」としている。中国との戦争に日本が勝利した場合、「日本は隣国にとって災いとなり、あらゆる国家の存続に持続的な憂患の対象となるであろう」と警告した。
その東アジアに関する多数の著書は当時のもっとも優れた民族学的記録でもあった。英語、フランス語にも堪能だった。1893年の引退後はヴァイマルに居住した。東アジア美術の収集家でもあり、ベルリンの博物館に多数の中国美術品をもたらしている。1895年4月9日、日清戦争後の下関条約の締結を快く思わないブラントは参内して皇帝ヴィルヘルム2世に黄禍論を説いたとされる。この思想は同月に生じた三国干渉を推進する役割を果たした。
1920年8月24日、ヴァイマルで死去した。

## 逸話

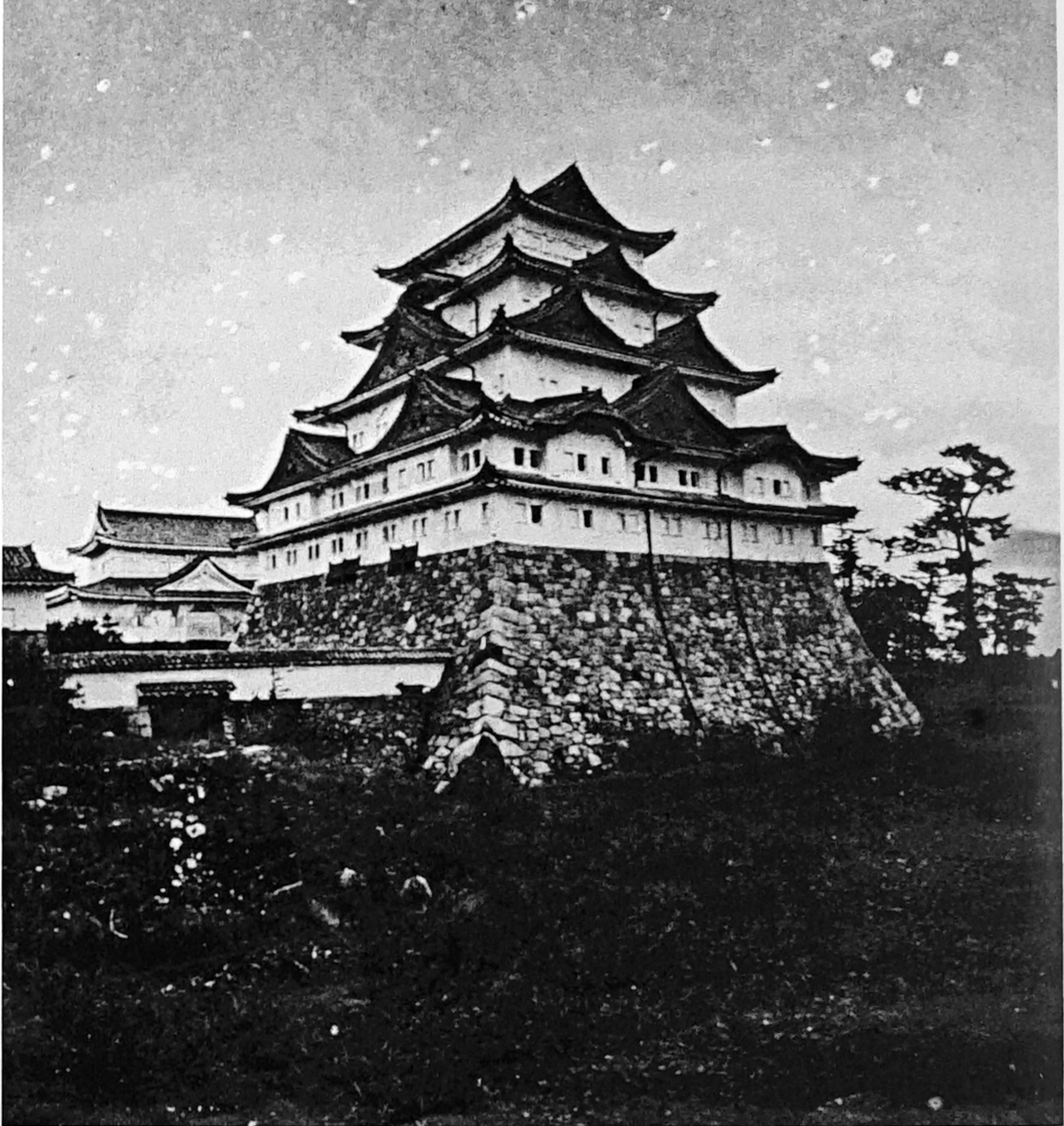
名古屋城天守の古写真。徳川慶勝知事の破却申請後、金鯱が降ろされていることが判る。

明治3年（1870年）、名古屋藩知事の徳川慶勝は維持管理費がかさむことから名古屋城の破却を新政府に申請した。その後の明治5年（1872年）、名古屋城を訪れたブラントは城郭美に感動して、新政府に名古屋城の保存を求めた。また明治10年（1877年）、陸軍第四局長代理の中村重遠工兵中佐も名古屋城と姫路城の優美さを認めて、陸軍卿・山縣有朋に保存を直訴した。その後、大佐に昇進した中村は陸軍省・大蔵省双方から保存費用の予算を捻出することに成功、名古屋・姫路両城は破却を免れた。

## 家族
最初の妻は1891年に死去したが、彼女との間に生まれた娘ヘレネはベルリンでサロンの主宰者となり、フリードリヒ・フォン・ホルシュタインやレオ・フォン・カプリヴィといった有力な外交官や政治家と親交を結んだ。2番目の妻はアメリカ合衆国駐朝鮮総領事・参事官オーガスティン・ハードの娘ヘレン・マクシマ・ハードであった。この妻との間に娘エリザベートが生まれている。

## 著作
- Sprache und Schrift der Chinesen, Breslau, o.J. (ca. 1883) .
- Aus dem Land des Zopfes - Plaudereien eines alten Chinesen, Leipzig 1884, 第2版. 1898.
- Sittenbilder aus China - Mädchen und Frauen - Ein Beitrag zur Kenntnis des chinesischen Volkes, Stuttgart 1895, 再版 1900.
- Die Zukunft Ostasiens - Ein Beitrag zur Geschichte und zum Verständnis der ostasiatischen Frage, Stuttgart 1895,再版 1903.
- Drei Jahre ostasiatische Politik 1894-97, Stuttgart 1897.
- Ostasiatische Fragen - China, Japan, Korea - Altes und Neues, Berlin 1897.
- Colonien- und Flottenfrage (講演録), Berlin 1897.
- Die politische und commerzielle Entwicklung Ostasiens während der jüngsten Zeit (講演録), Leipzig 1898.
- Die chinesische Philosophie und der Staats-Confucianismus, Stuttgart 1898.
- China und seine Handelsbeziehungen zum Ausland mit besonderer Berücksichtigung der deutschen (= Schriften der Centralstelle zur Vorbereitung von Handelsverträgen 5),  Berlin 1899.
- Industrielle und Eisenbahn-Unternehmungen in China (= Verhandlungen der Deutschen Kolonialgesellschaft 3/4), Berlin 1899.
- Zeitfragen - die Krisis in Südafrika - China - Commerzielles und Politisches - Colonialfragen, Berlin 1900.
- 39 Jahre in Ostasien - Erinnerungen eines deutschen Diplomaten, Leipzig 1901.
  - 『ドイツ公使の見た明治維新』, 原潔・永岡敦訳、新人物往来社、1987年。ISBN 978-4404014092（ 全3巻のうち第2巻の日本に関する章の和訳本）
- Fremde Früchte - Sienkiewicz/Hearn/Kipling/Gorki, Stuttgart 1904.
- Die englische Kolonialpolitik und Kolonialverwaltung, Halle a. S. 1906.
- George Bogle und Thomas Manning: Aus dem Lande der lebenden Buddhas. Die Erzählungen von der Mission George Bogle's nach Tibet und Thomas Manning's Reise nach Lhasa (1774 und 1812). Aus dem Englischen des Mr. Clements R. Markham. Hamburg 1909.（翻訳・校訂）
- Der Chinese in der Öffentlichkeit und der Familie - Wie er sich selbst sieht und schildert - In 82 Zeichnungen nach chinesischen Originalen, Berlin, ca. 1910.
- China, Japan und Korea in: Weltgeschichte (Hans Ferdinand Helmolt編), Bibliographisches Institut, Leipzig/Wien 1913, Band I.
- China und Japan jetzt und später, Leipzig 1914.
- Japan, Braunschweig 1920.

## 文献
- George Alexander Lensen: Balance of Intrigue: International Rivalry in Korea and Manchuria 1884 - 1899, Florida University Press, Tallahassee 1982, Vol. I & II, ISBN 0813007224.
- Rolf-Harald Wippich: „Max von Brandt und die Gründung der OAG (Gesellschaft für Natur- und Völkerkunde Ostasiens) - Die erste deutsche wissenschaftliche Vereinigung in Ostasien“, in: Studien des Instituts für Kultur der deutschsprachigen Länder, 1993, Nr. 11, S. 64-77
- Rolf-Harald Wippich: „Strich und Mütze“ - Max von Brandt und Japan - Diplomat, Publizist, Propagandist, Tokyo 1995, ISBN 4-87238-006-1.
- Rolf-Harald Wippich: Japan als Kolonie? Max von Brandts Hokkaido-Projekt 1865/67, Hamburg 1997, ISBN 3-934376-53-3.
- Richard Szippel: Max v. Brandt and German Imperialism in East Asia in the Late Nineteenth Century (Doktorarbeit, Universität Notre Dame, Notre Dame, Indiana, USA), August 1989, 332 Seiten (University Microfilm International, Ann Arbor, Michigan, USA, Bestell-Nr. 8923270).
- Richard Szippel, „End of the Century: Japan through German Eyes - Max von Brandt and Japan, 1894 - 1914“, German History 9, 309 - 326, October 1991.
- Richard von Szippel, „Japanese and American Expansion in the Late Nineteenth and Early Twentieth Century: German Perspective from Writings of Max von Brandt“, Nanzan Review of American Studies 15, 33 - 53 (1993).
- Richard Szippel: „A German View of the Boxer Rebellion in China at the Turn of the Century: Max von Brandt and German Interests in China at the Turn of the Century“, Academia - Humanities and Social Studies (南山大学) 58, 47 - 76, September 1993.
- Richard Szippel: „Max von Brandt's View of America at the Turn of the Century“, Nanzan Review of American Studies 17, 59 - 80 (1995).
- Hans-Alexander Kneider: „Deutsch-koreanische Beziehungen  - Von den Anfängen bis zum Jahre 1910“, in: Korea 1996 - Politik, Wirtschaft, Gesellschaft (Patrick Köllner, Hrsg.), Hamburg 1996, S. 19 - 49. Auszug
- Richaed Szippel: „The Cross and the Flag - Christian Missions in Late Nineteenth-Century China from the Perspectiv of the German Diplomat Max von Brandt“, Mission Studies (International Association for Mission Studies) XIV, 175 - 202, October 1997.
- Aya Puster, 「マックス・フォン・ブラントの初めての日本滞在」『論座　日本の洋学』, 大阪 1998.
- Masako Hiyama: „Max von Brandt (1835-1920)“. In: Brückenbauer. Pioniere des japanisch-deutschen Kulturaustausches. iudicium, Berlin 2005. ISBN 3-89129-539-1